# Gyllene halvmånen

Världens mest betydande narkotikaproducerande regioner. Gyllene halvmånen är andra från höger.

Gyllene halvmånen, kallas den narkotikaproducerande region som omfattar gränsområdena mellan Afghanistan, Iran och Pakistan vars bergsregioner liknar en halvmåne. Främsta droger är opium och cannabis. Centrum för droghanteringen i regionen är Peshawar i Pakistan.